# Hugues de La Certa
Hugues de La Certa (1071-1157), est également appelé Hugues Lacerta. Il s'agit cependant de deux mauvaises adaptations du latin : il se disait en occitan « Igo Lasert », c'est-à-dire « Hugues Lézard ». Il devrait donc être nommé en français Hugues Lasert. 
Né à Châlus en Limousin en 1071, c'est un chevalier croisé devenu moine. Il est le disciple préféré de saint Étienne de Muret, fondateur de l'ordre de Grandmont vers 1076. 

## Biographie
Vers 1107, quelques années après la première croisade, Hugues de La Certa part en pèlerinage à Jérusalem. Il y séjourne deux années, combattant les infidèles et vivant dans la prière.
Revenu en France, il décide, à l'âge de 40 ans, de se consacrer à Dieu. Il rend visite alors à Étienne de Muret qui vient de fonder un ordre monastique en Limousin, près de Limoges, l’ordre de Grandmont. L'époque est, en effet, marquée par la fondation de plusieurs familles religieuses aux règles strictes qui deviennent les trois grands ordres monastiques du Moyen Âge : les Grandmontains, les Chartreux, fondés en 1084 par saint Bruno, et les Cisterciens, fondés en 1098 par saint Robert de Molesme.
Dans un premier temps, du fait de sa noblesse, Étienne de Muret l'écarte, avant de l'admettre et d'en faire son premier disciple.
Hugues de La Certa rédige la règle de l'ordre des Grandmontains, transmettant ainsi son idéal de vie et sa doctrine fondée sur l'Évangile. Il vit à la celle de La Plaigne (actuelle commune de Savignac-Lédrier en Dordogne), qu'il avait fondée en 1110 ou 1111, après la mort d'Étienne de Muret, où de nombreux miracles se seraient produits. Il aurait également procédé à deux guérisons miraculeuses au Châtenet (commune de Feytiat) vers 1124. 
Il est enterré à l'abbaye de Grandmont, aujourd'hui disparue. Son tombeau est violé et pillé par les huguenots de  Gaspard Foucault, seigneur de Saint-Germain-Beaupré, à la fin du XVIe siècle.